# Landry Gnamba
Landry Gnamba est un acteur ivoirien, né le 9 mai 1979 à Ivry-sur-Seine. Il est révélé au public ivoirien grâce à la série « Class’A » en 2006 . Il est également connu pour avoir joué un des rôles principaux (Camso) dans Brouteur.com de 2011 à 2017 puis de Mike Gradel dans la série Impact (cœurs brisés) produite par Marodi TV ,,

## Filmographie

### Séries et films
- 2006-2008 : Class'A , Don César
- 2013 : Bakashita de Clotaire Tetiali, réalisé par Misterlight, 1er rôle (Tumbé).
- 2017 : Kamissa de Guy Kalou, rôle secondaire (Docteur Ngoh Raymond) Court-Métrage
- - 2012 : Le Sacrément du Mariage de Malibu Yehiri, 1er rôle masculin (André)
- - 2020 : La prostituée, 1er rôle masculin.
- 2011-2017 : Brouteur.com, Camso
- 2017 : Fournaise : Sgt Bilé
- 2018 : Yelo Peppe : Serge Mbia
- 2018 : Les Larmes de l’amour : Guigui
- 2018 : Melody, la victoire en chansons d'Alain Guikou, 1er rôle masculin (Ethan Boigny)
- 2019 : ASSINIE, d'Erico SERY, 2nd rôle
- 2019 : Derrière l'eau, d'Abubakar Surajudeen et Bayor Ibrahima, Rôle principal
- 2019: Confessions Posthumes (Les Coups de la vie) de Franck Vléhi, rôle principal
- 2019 : Mtv Shuga Babi Saison 1, second rôle
- 2020 : Mtv Shuga Babi Saison 2, second rôle
- 2020 : En couple, 1er rôle masculin.
- 2020 : Les larmes de l'amour saison 3 et 4, Second rôle.
- 2021: Impact saison 1 par Marodi TV, Sénégal, dans le rôle de Mike Gradel (rôle principal)
- 2021: Un Homme à marier saison 1. Ter role masculin (Yacou)
- 2021: Les Coups de la vie saison 2 « Crush ». Ter rôle masculin (Ben Touré)
- 2021-2022 : Impact, Mike Gradel
- 2022: Long-métrage Éternel (rôle Ahmed)
- 2022 : long-métrage Le choix du cœur Par Isabelle Béké et Nathalie Carollo (rôle Koffi)
- 2023 : Série camerounaise La Bataille des chéries par Ebenezer Kepombia (rôle Elie Mba)
- 2025: Le piège saison 1 par Marodi TV International, Sénégal, dans le rôle de "maître" Aly Dabo (escroc se faisant passer un avocat)